# Bodo Räke

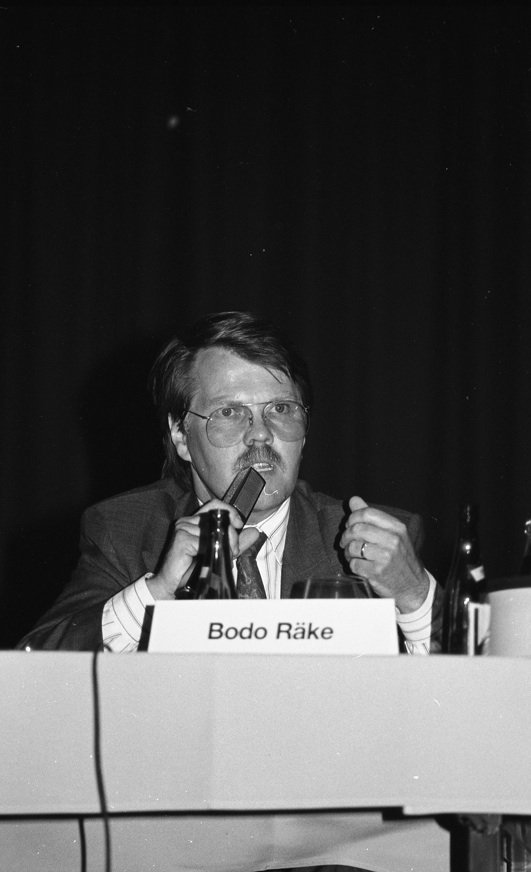
Bodo Räke, ca. 1990

Bodo Räke (* 15. Januar 1941 in Heiligenbeil; † 20. April 2004 in Rotenburg Wümme) war ein deutscher Politiker (SPD).
Räke besuchte die Volksschule in Volkersheim und danach für zwei Jahre die Mittelschule in Bockenem. Im Jahr 1962 machte er das Abitur in Seesen im Harz und leistete danach bis 1963 seinen Wehrdienst in Northeim ab. Nach dem Wehrdienst studierte er bis 1969 in Göttingen die Fächer Deutsch und Geschichte auf Lehramt und arbeitete bis zu seiner Wahl in den Landtag 1994 als Realschullehrer in Rotenburg.
Räke gehörte seit 1968 der SPD an und war auch Mitglied im Vorstand der Rotenburger SPD. Von 1975 bis 1982 war er Ortsvereinsvorsitzender. Er war Ratsherr und Bürgermeister der Stadt Rotenburg. Später war er Kreistagsabgeordneter im Landkreis Rotenburg. In der dreizehnten Wahlperiode war Räke durch ein Direktmandat im Wahlkreis 67 Rotenburg Mitglied des Niedersächsischen Landtages.
2016 wurde die neue Rotenburger Sporthalle nach ihm benannt.